# Pont-de-Chéruy
Pont-de-Chéruy é uma comuna francesa na região administrativa de Auvérnia-Ródano-Alpes, no departamento de Isère. Estende-se por uma área de 2,51 km². Em 2010 a comuna tinha 5 919 habitantes (densidade: 2 358,2 hab./km²).